# Emraan Hashmi

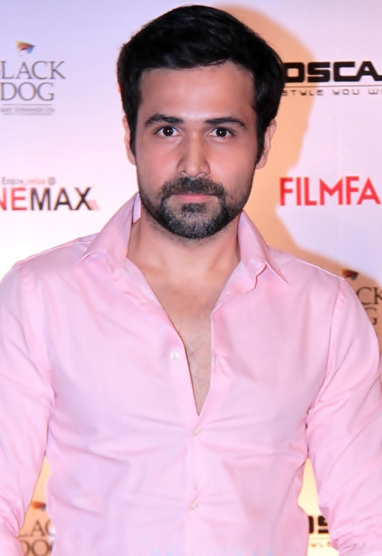
Emraan Hashmi en 2013

Emraan Hashmi est un acteur indien né le 24 mars 1979 à Bombay.
Après avoir acquis sa notoriété grâce aux scènes où il embrasse avec ardeur ses partenaires féminines et qui lui ont valu les surnoms de « smooch king » (le roi du baiser) ou « serial kisser » (l'embrasseur en série), il s'oriente vers des rôles plus variés.

## Biographie
Hashmi est né le 24 mars 1979 à Bombay (aujourd'hui Mumbai). Son père, Syed Anwar Hashmi, est un homme d'affaires qui est également apparu dans le film Baharon Ki Manzil (1968), et sa mère, Maherrah Hashmi, prenait soin de leur maison. Son grand-père paternel, Syed Shauqat Hashmi, a émigré au Pakistan après la partition de l'Inde, tandis que sa grand-mère, l'actrice Meherbano Mohammad Ali (connue sous le pseudonyme de Purnima Das Verma), est restée en Inde,.
Hashmi a fréquenté l'école Jamnabai Narsee School. Après avoir obtenu son diplôme de Jamnabai, il a fait ses études au Sydenham College de Mumbai. Plus tard, Hashmi a obtenu son baccalauréat à l'Université de Mumbai.

## Carrière
Avant de démarrer une carrière d'acteur en 2003, Emraan Hashmi étudie le dessin et l'animation à Sydenham College (Mumbai).
Il débute dans Footpath, un film passé relativement inaperçu. Sorti en 2004, Murder permet à l'acteur de sortir de l'anonymat. Il tourne ensuite aux côtés de Shamita Shetty et Udita Goswami dans Zeher, le premier film du réalisateur Mohit Suri. Malgré des critiques mitigées et un démarrage modeste, Zeher s'avère être un des succès de l'année 2005. Cette même année, il est également à l'affiche de Chocolate, où il donne la réplique à des acteurs confirmés tels qu'Anil Kapoor et Sunil Shetty, puis de Kalyug, le premier film de Bollywood à aborder le sujet de l'industrie pornographique. Gangster, le troisième film qu'il tourne sous la direction d'Anurag Basu, lui offre un nouveau succès bienvenu après les échecs de Jawani Diwani et d'Aksar. En 2010 son interprétation d'un gangster dans l'un des succès de l'année, Once Upon A Time In Mumbaai, lui permet d'être nommé pour le Meilleur second rôle aux Filmfare Awards.
Emraan Hashmi appartient à une des familles importantes de Bollywood, les Bhatt ; en effet il est le neveu de Mahesh Bhatt, réalisateur, producteur et scénariste et de Mukesh Bhatt, producteur et le cousin de Pooja Bhatt, actrice et réalisatrice, de Hrishitaa Bhatt, actrice et de Vikram Bhatt, réalisateur, producteur et scénariste. Fiancé pendant trois ans avec Parveen Sahani, une institutrice en école maternelle, Emraan Hashmi se marie en avril 2006.

## Filmographie
- 2003 : Footpath de Vikram Bhatt : Raghu Srivastav
- 2004 : Murder d'Anurag Basu : Sunny
- 2004 : Tumsa Nahin Dekha d'Anurag Basu : Daksh Mittal
- 2005 : Zeher de Mohit Suri : Siddarth
- 2005 : Aashiq Banaya Aapne d'Aditya Dutt : Vikram 'Vicky' Mathur
- 2005 : Chocolate: Deep Dark Secrets de Vivek Agnihotri : Deva
- 2005 : Kalyug de Mohit Suri : Ali Bhai
- 2006 : Jawani Diwani - A Youthful Joyride de Manish Sharma : Mann Kapoor
- 2006 : Aksar d'Anant Mahadevan : Ricky Sharma
- 2006 : Gangster: A Love Story d'Anurag Basu : Akash
- 2006 : The Killer de Hasnain Hydrabadwala et Raksha Mistry : Nikhil Joshi
- 2006 : Dil Diya Hai d'Ashmit Patel : Sahil Khanna
- 2007 : Good Boy, Bad Boy d'Ashwini Chaudhary : Raju
- 2007 : The Train: Some Lines Should Never Be Crossed de Hasnain Hydrabadwala et Raksha Mistry : Vishal Dixit
- 2007 : Awarapan de Mohit Suri : Shivam
- 2008 : Jannat de Kunal Deshmukh : Arjun Dixit
- 2009 : Raaz - The Mystery Continues de Mohit Suri : Prithvi Singh
- 2009 : Tum Mile de Kunal Deshmukh : Akshay
- 2010 : 24 x 7 Raftaar de Shamim Desai : Sam Grover
- 2010 : Once Upon A Time In Mumbaai de Milan Luthria : Shoaib Khan
- 2010 : Crook: It'S Good To Be Bad de Mohit Suri : Jai Dixit
- 2011 : Dil Toh Bachcha Hai Ji de Madhur Bhandarkar : Abhay
- 2011 : Murder 2 de Mohit Suri : Arjun Bhagwat
- 2011 : The Dirty Picture de Milan Luthria : Abraham
- 2012 : Jannat 2 de Kunal Deshmukh : Sonu Dilli KKC (Kutti Kamini Cheez)
- 2012 : Shanghai de Dibakar Banerjee : Joginder Parmar
- 2012 : Rush de Shamin Desai et Priyanka Desai : Reporter
- 2012 : Raaz 3D de Vikram Bhatt : Aditya Singh Dhanraj
- 2013 : Ghanchakkar de Raj Kumar Gupta
- 2013 : Ek thi Daayan de Kannan Iyer
- 2013 : Unglee de Rensil D'Silva
- 2013 : Gippie de Akshay Roy
- 2022 : Gangubai Kathiawadi de Sanjay Leela Bhansali